# Femeie

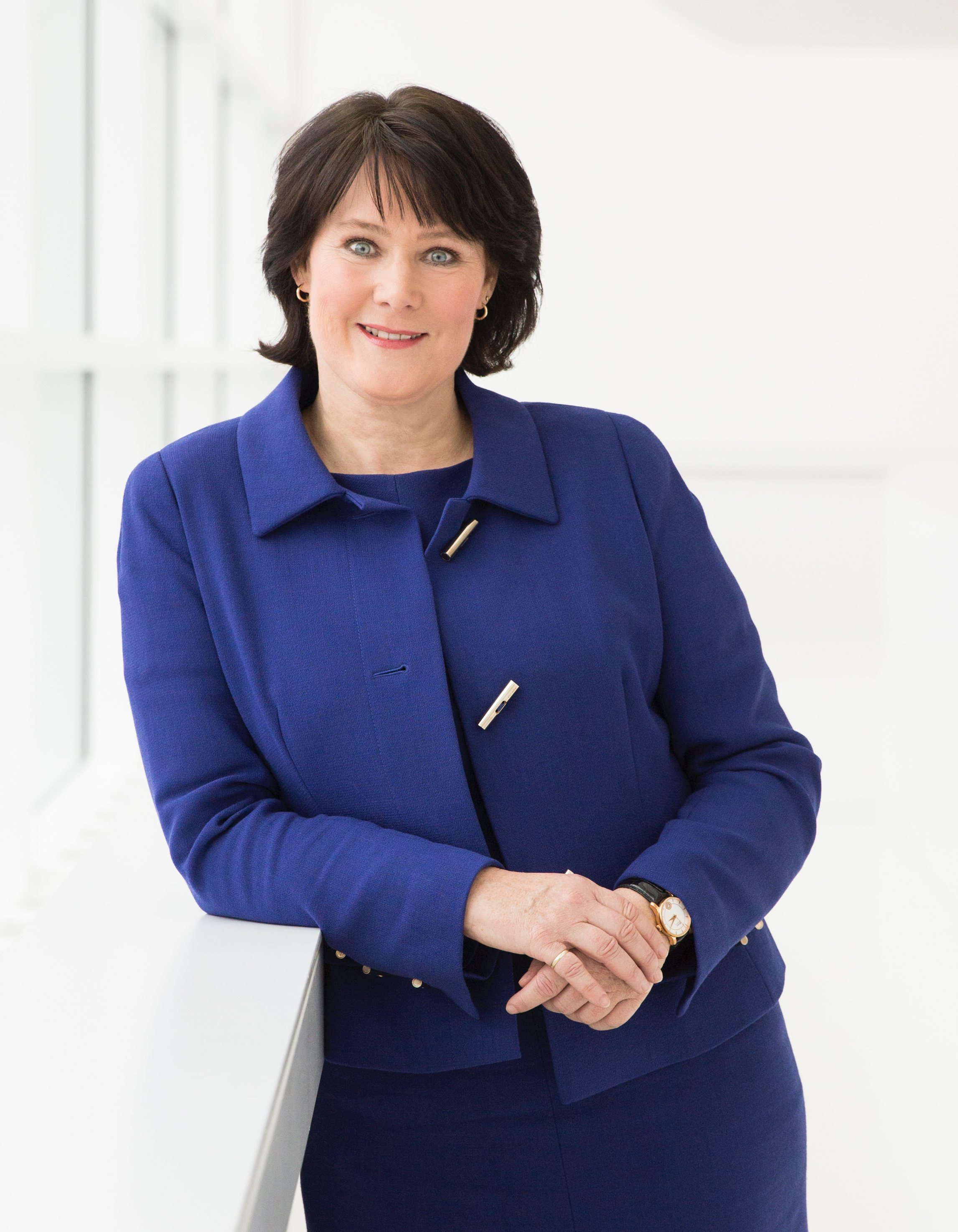
O femeie

O femeie este un om adult de sex feminin. Înainte de maturitate, o copilă sau adolescentă de sex feminin este denumită fată.  
De obicei, femeile aparțin sexului feminin și moștenesc o pereche de cromozomi X, unul de la fiecare părinte, iar femeile fertile sunt capabile de sarcină și de a naște, de la pubertate până la menopauză. 
Anatomia feminină se deosebește de cea masculină prin sistemul reproducător feminin, care include ovarele, trompele uterine, uterul, vaginul și vulva. O femeie adultă are, în general, un pelvis mai larg, șolduri mai late și sâni mai mari decât un bărbat adult, având totodată, de obicei, mai puțin păr facial și corporal, o compoziție mai mare de grăsime corporală și fiind, în medie, mai scundă și mai puțin musculoasă decât bărbații. Aceste caracteristici facilitează nașterea și alăptarea. 
De-a lungul istoriei umane, rolurile tradiționale de gen din cadrul societăților patriarhale au definit și limitat adesea activitățile și oportunitățile femeilor, ceea ce a dus la inegalitate de gen; multe doctrine religioase și sisteme legale stipulează anumite reguli pentru femei. Odată cu relaxarea restricțiilor în timpul secolului al XX-lea, în multe societăți femeile au avut acces mai larg la cariere și posibilitatea de a urma studii superioare. Violența împotriva femeilor, fie în cadrul familiilor, fie în comunități, are o istorie îndelungată și este comisă în principal de bărbați. Unele femei sunt private de drepturile lor reproductive. Mișcările și ideologiile feministe împărtășesc obiectivul comun de a obține egalitatea de gen. 
Denumiri uzuale (folosite și ca termeni de politețe): pentru o tânără necăsătorită domnișoară, iar pentru femeia căsătorită doamnă. 
Femeile transgender au fost desemnate de sex masculin la naștere, dar au o identitate de gen feminin. Anumite persoane adulte cu tipologia cromozomilor diferită de XX sau XY se numesc intersex. 

## Biologie

Aparatul genital feminin

Corpurile bărbaților și femeilor au unele diferențe. Unele diferențe, cum ar fi organele sexuale externe, sunt vizibile, în timp ce altele, cum ar fi anatomia internă și caracteristicile genetice, nu sunt vizibile.

### Caracteristici genetice
Dimorfismul sexual este determinat la om prin repartizarea diferită a cromozomilor sexuali X și Y în celula ou (zigot), astfel sexul feminin are doi cromozomi XX pe când sexul masculin are cromozomii XY, cromozomul Y fiind răspunzător de caracterele sexuale masculine prin sinteza proteinei (TDF=Testis-determining factor) -> caracterele sexuale masculine.

### Caracteristici morfologice și fiziologice
Femeile se deosebesc prin caractere morfologice corporale de bărbat prin caractere diferențiale primare și secundare. Aceste diferențe apar în perioada de pubertate prin creșterea sânilor, modificarea timbrului vocii, apare primul ciclu menstrual, masa musculară fiind mai redusă decât la sexul masculin.

### Caracteristici hormonale, menstruație și menopauză
Pubertatea la femei declanșează schimbări corporale care permit reproducerea sexuală prin fertilizare. Ca răspuns la semnalele chimice din glanda pituitară, ovarele secretă hormoni care stimulează maturarea corpului, inclusiv creșterea în înălțime și greutate, creșterea părului corporal, dezvoltarea sânilor și menarha (debutul menstruației).
Majoritatea fetelor trec prin menarhă între vârstele de 12-13 ani, și devin astfel capabile să rămână însărcinate și să nască copii. Sarcina necesită, în general, fertilizarea internă a ovulelor cu spermă, fie prin actul sexual, fie prin inseminare artificială, deși fertilizarea in vitro permite fertilizarea să aibă loc în afara corpului uman. Oamenii sunt similari cu alte mamifere mari prin faptul că de obicei dau naștere unui singur pui per sarcină, dar sunt neobișnuiți în a fi altriciali comparativ cu majoritatea altor mamifere mari, ceea ce înseamnă că puii sunt slab dezvoltați la naștere și necesită ajutorul părinților sau îngrijitorilor pentru a se maturiza complet.
De obicei, între vârstele de 49–52 de ani, o femeie ajunge la menopauză, momentul când menstruația se oprește definitiv, și nu mai poate avea copii. Spre deosebire de majoritatea celorlalte mamifere, durata de viață a omului se extinde de obicei cu mulți ani după menopauză. Multe femei devin bunici și contribuie la îngrijirea nepoților și a altor membri ai familiei. Mulți biologi cred că durata extinsă de viață umană este determinată evolutiv de selecția de rudenie, deși au fost propuse și alte teorii.

### Sistemul circulator
Femeile au un hematocrit mai scăzut (procentul volumului de globule roșii în sânge) decât bărbații; acest lucru se datorează nivelului mai scăzut de testosteron, care stimulează producția de eritropoietină în rinichi. Nivelul normal al hematocritului pentru o femeie este între 36% și 48% (pentru bărbați, 41% până la 50%). Nivelul normal de hemoglobină (o proteină care transportă oxigenul și se găsește în globulele roșii) pentru femei este între 12,0 și 15,5 g/dL (pentru bărbați, 13,5 până la 17,5 g/dL).
Inima femeilor are o textură mai fină a mușchiului comparativ cu inima bărbaților, iar forma și suprafața totală a mușchiului cardiac diferă de cea a bărbaților, luând în considerare mărimea corpului și vârsta.  În plus, inimile femeilor îmbătrânesc mai lent decât cele ale bărbaților.

## Sănătate
Sănătatea femeilor se referă la problemele de sănătate specifice anatomiei feminine. Există unele boli care afectează în primul rând femeile, cum ar fi lupusul. De asemenea, există unele boli legate de sex, care se găsesc mai frecvent sau exclusiv la femei, de exemplu, cancer mamar, cancer de col uterin sau cancer ovarian. Femeile și bărbații pot avea simptome diferite ale unei boli și pot, de asemenea, să răspundă diferit la tratamentul medical. Această arie de cercetare medicală este studiată prin medicamente bazate pe gen . Problema sănătății femeilor a fost abordată de mulți feminiști, în special în ceea ce privește sănătatea reproducerii. Sănătatea femeii este poziționată într-un corp mai larg de cunoștințe citat, printre altele, de Organizația Mondială a Sănătății, care pune importanța pe gen ca factor determinant social al sănătății .

### Drepturi reproductive
Drepturile reproductive sunt drepturi și libertăți legale legate de reproducere și de sănătatea reproducerii. Federația Internațională de Ginecologie și Obstetrică a declarat că:
(...)drepturile omului - ale femeilor includ dreptul lor de a controla și de a decide liber și responsabil asupra chestiunilor legate de sexualitatea lor, inclusiv sănătatea sexuală și reproductivă, fără coerciție, discriminare și violență. Relațiile egale între femei și bărbați în materie de relații sexuale și de reproducere, inclusiv respectarea deplină a integrității persoanei, necesită respect reciproc, consimțământ și responsabilitate partajată pentru comportamentul sexual și consecințele acestuia.
Încălcarea drepturilor de reproducere include sarcina forțată, sterilizarea obligatorie și avortul forțat.

## Cultură și roluri de gen

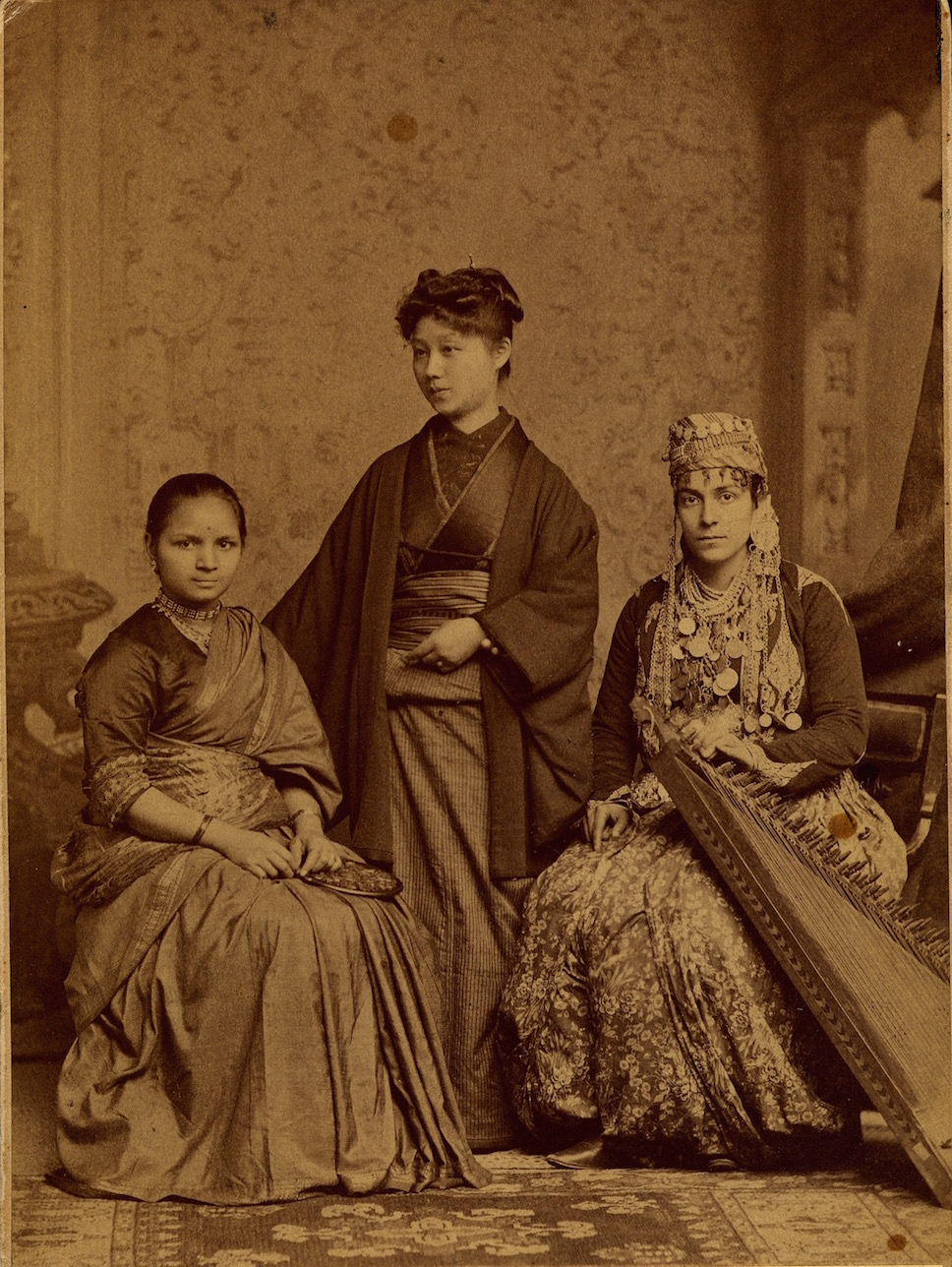
Femei din India, Japonia și Siria în port tradițional
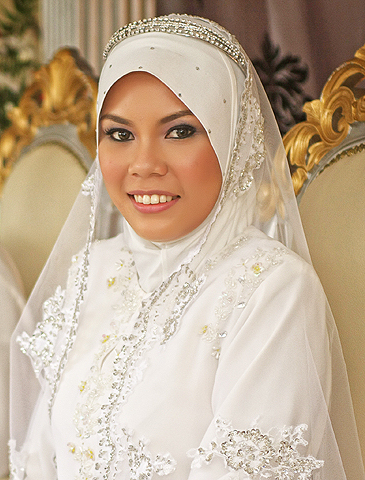
Femeie malaieză mireasă
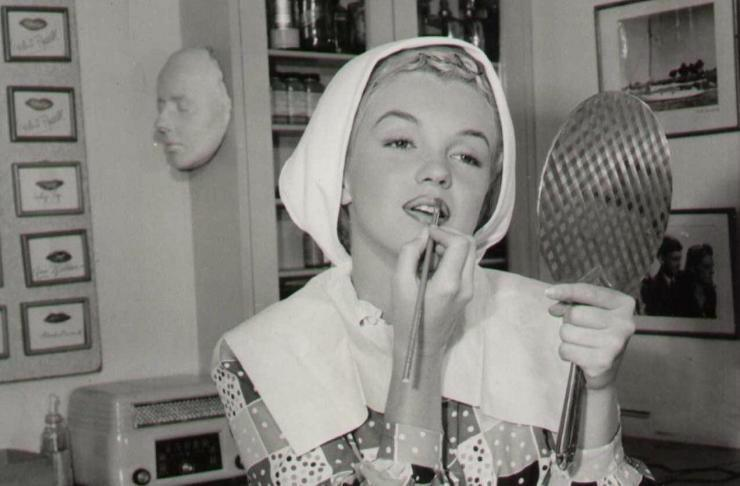
Femeie machiindu-se
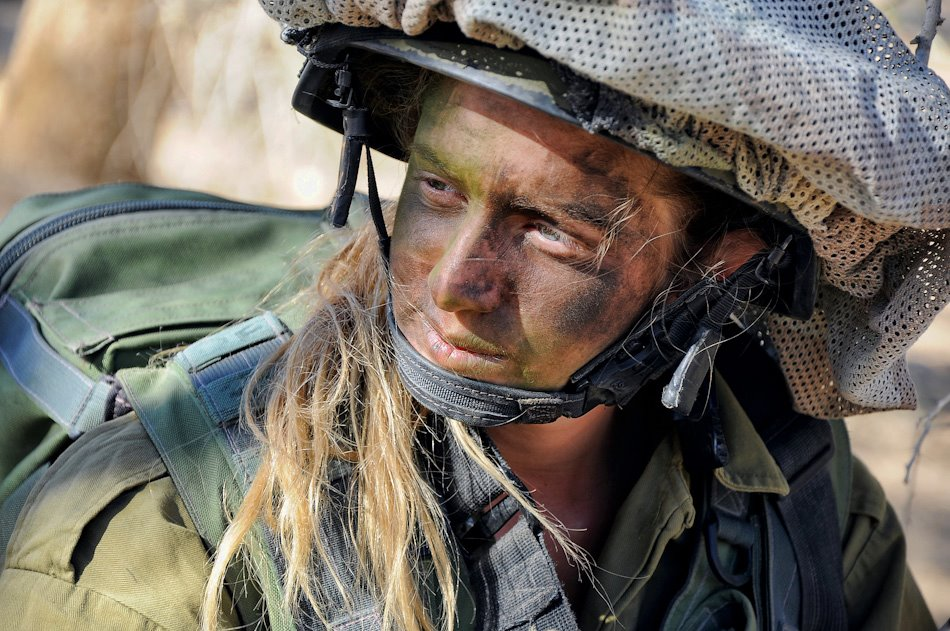
Femeie soldat
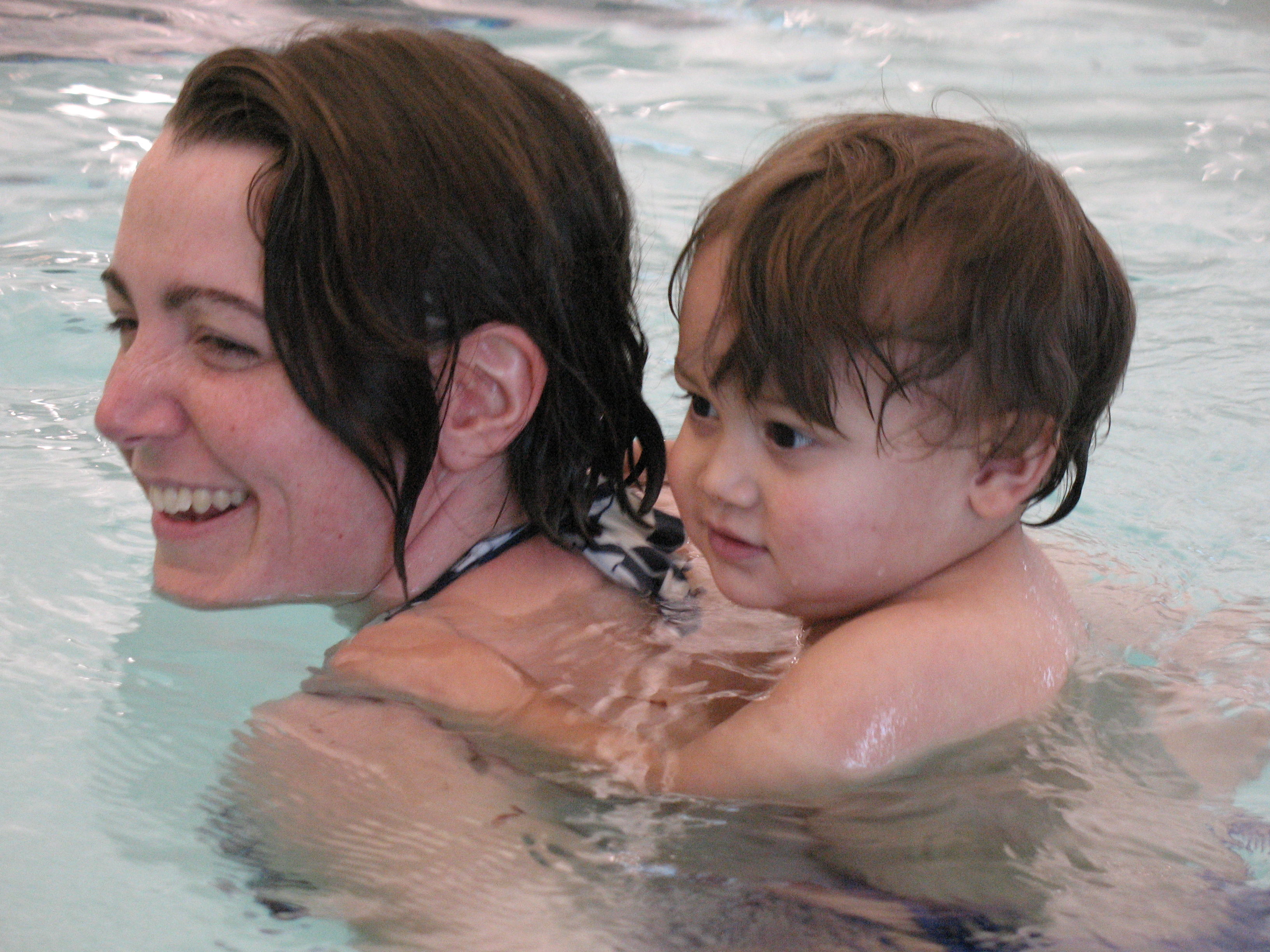
Femeie mamă din Statele Unite
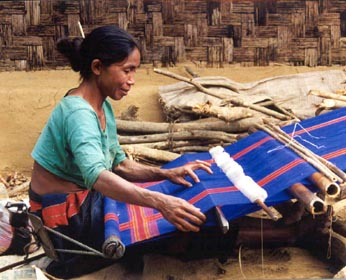
O femeie din Bangladesh țesând - Producția de îmbrăcăminte este văzută în multe culturi a fi un domeniu tipic pentru femei.

Statutul femeii a variat considerabil de la o societate la alta. Femeile au avut, încă din antichitate, în societatea și viața politică a statelor europene, un statut și funcții subordonate. În antichitate, majoritatea oamenilor își câștigau existența din agricultură, care era de fapt o afacere de familie. Cel mai cunoscut loc de muncă pentru femei era cel de menajeră. Căsătoria era o componentă importantă a sistemului economic și social al lumii antice.
În aproape toate culturile există o diferențiere primară a muncii depuse de către femei și a celei depuse de către bărbați. Dacă în Antichitate și în Evul Mediu condiția femeii erau una influențată de relația ei de subordonare bărbatului, odată cu industrializarea, respectiv cu implicarea progresivă femeilor în muncile specifice bărbaților, aceasta începe să se bucure de un nou statut. Mai exact, femeile încep să își schimbe axa priorităților și își dedică din ce în ce mai puțin timp vieții exclusiv domestice în detrimentul unei vieți sociale dobândite odată cu angajarea acestora pe diverse posturi care le obligă să petreacă mai mult timp în uzine, fabrici și ateliere decât în sânul familiei având grijă de copii.

### Cele mai periculoase țări pentru femei
Conform unui raport al fundației TrustLaw, în 2018 cele mai periculoase țări pentru femei erau:
1. India - Cel mai periculos loc pentru femei, cu riscuri ridicate de violență sexuală, hărțuire, practici culturale dăunătoare și trafic de persoane, inclusiv muncă forțată și sclavie sexuală.
2. Afganistan - Femeile se confruntă cu violență non-sexuală, acces limitat la îngrijiri medicale și resurse economice, la aproape două decenii după căderea talibanilor.
3. Siria - Conflictele armate și abuzurile domestice fac Siria una dintre cele mai periculoase țări pentru femei, în special în accesul la sănătate și prevenirea violenței non-sexuale.
4. Somalia - Marcată de conflicte de lungă durată, Somalia pune femeile în pericol din cauza accesului redus la sănătate și a practicilor tradiționale nocive.
5. Arabia Saudită - Femeile se confruntă cu discriminare economică și religioasă și cu restricții în drepturile la proprietate și muncă.
6. Pakistan - Femeile sunt expuse riscurilor din cauza discriminării economice, religioase și tradiționale, inclusiv uciderilor în numele onoarei și violenței domestice.
7. Republica Democrată Congo - Unul dintre cele mai periculoase locuri pentru femei în ceea ce privește violența sexuală, cu condiții de trai extrem de precare din cauza conflictelor interne.
8. Yemen - Femeile suferă din cauza accesului limitat la îngrijiri medicale, resurse economice și violența non-sexuală, într-o țară devastată de criză umanitară.
9. Nigeria - Femeile se confruntă cu trafic de persoane și practici tradiționale dăunătoare, pe fondul violenței și abuzurilor comise de forțele militare.
10. Statele Unite ale Americii - Singura țară occidentală din top, cu riscuri ridicate de violență sexuală și hărțuire, amplificate de lipsa accesului la justiție în cazurile de viol.

## Simbol

Simbolul - Venus

Simbolul pentru planeta și zeița Venus (sau Afrodita în greacă) este semnul folosit, de asemenea, în biologie pentru sexul feminin.  Este o reprezentare stilizată a oglinzii de mână a zeiței lui Venus sau a unui simbol abstract pentru zeiță: un cerc cu o cruce echilaterală mică dedesubt. Simbolul Venus reprezintă, de asemenea, feminitatea, și în alchimia antică a stat pentru cupru. Alchimiștii au construit simbolul dintr-un cerc (reprezentând spiritul) deasupra unei cruci echilaterale (reprezentând materia).